# عبارات تجزیه و تحلیل داده ها
عبارات تجزیه‌و‌تحلیل داده‌ها (اختصاری DAX) زبان پرسمان و همزمان زبان فرمول‌نویسی برای مدل‌های جدولی در نرم‌افزارهای پاورپوینت ، پاور بی‌آی دسکتاپ و خدمات تحلیلی اس‌کیوال سرور مایکروسافت (اختصاری SSAS) است. توابع DAX شامل برخی از توابع استفاده شده در فرمول‌های اکسل همراه با توابع اضافی دیگری است که برای کار با داده‌های رابطه‌ای و اجرای تجمیع پویا طراحی شده‌اند. می‌توان گفت که DAX تا حدودی تکامل‌یافته زبان عبارات چندبعدی (اختصاری MDX) است که توسط مایکروسافت برای مدل‌های چند بعدی خدمات تحلیلی (که اغلب مکعب نامیده می‌شوند) ایجاد شده بود است که همراه با توابع فرمول اکسل ترکیب شده است.DAX به گونه‌های طراحی شده است که برای یادگیری ساده و آسان باشد، و در عین حال قدرت و انعطاف‌پذیری مدل‌های جدولی پاورپوینت و SSAS را نشان می دهد.

## پیش‌زمینه
DAX یک زبان برنامه نویسی نیست. بلکه به منظور دریافت  خدمات تجزیه و تحلیل در مدل‌های جدولی،  یک نحو تخصصی برای پیاده‌سازی پرسمان ارائه می‌کند.  DAX در درجه اول یک زبان فرمول است و همچنین یک زبان پرسمان است. از DAX می‌توانید برای تعریف محاسبات سفارشی به منظور یاخت و ایجاد ستون‌های محاسبه‌شده، اندازه‌گیری‌ها، جداول محاسبه‌شده، گروه‌های محاسباتی، رشته‌های قالب سفارشی، و عبارات فیلتر در مدل‌های جدولی استفاده کنید. همان موتور خدمات تحلیلی برای مدل‌های مدل‌های جدولی در پاور بی‌آی، عیناً در پاورپوینت برای اکسل نیز استفاده می‌شود.

## تاریخچه
DAX توسط تیم خدمات تحلیلی اس‌کیوال سرور در شرکت مایکروسافت به عنوان زیربخش پروژه جمینای توسعه داده شد. در سال ۲۰۰۹ با اولین نسخه پاورپوینت به صورت افزونه در اکسل ۲۰۱۰ منتشر شد. هر دو DAX و MDX را می‌توان برای پرسمان از مدل‌های جدولی و پاورپوینت استفاده کرد. با این حال تا پیش از نسخه اس‌کیوال سرور ۲۰۱۲ RTM، تنها می‌توانستید از MDX استفاده کنید. نسخه‌های بعدی SSAS (هر دو مدل چندبعدی و جدولی) به صورت بومی از DAX پشتیبانی می‌کنند. سال ۲۰۱۶، استفاده از نرم‌افزارهای پاور بی‌آی و اس‌کیوال سرور ۲۰۱۶ پیشرفت قابل توجهی را نشان می‌دهد. خدمات پاور بی‌آی یک ابزار تجزیه و تحلیل اشتراک-محور است و پاور بی‌آی دسکتاپ، یک نسخه ویندوزی رایگان از برنامه، برای کارهای تحلیلی و تهیه گزارش برای سکوی‌های کاری در سمت کاربر است. اس‌کیوال سرور ۲۰۱۶ شامل نسخه جدیدی از خدمات تحلیلی جدول اس‌کیوال، با پیشرفت های زیاد نسبت به نسخه های قبلی است. پیشرفت های زبان DAX پس از سال ۲۰۱۵ شامل پشتیبانی از جداول محاسبه شده، تولید خودکار جدول تاریخ، متغیرها و در مجموع شامل 340 تابع است.

## انواع داده DAX
DAX می‌تواند مقدار داده را در هفت نوع مختلف داده ذخیره کرده و محاسبه کند:
- عدد صحیح
- عدد حقیقی
- واحد پول
- تاریخ (تاریخ‌ساعت)
- TRUE/FALSE (دودویی)
- رشته
- متنوع

نوع داده BLOB (شئ بزرگ باینری) توسط مدل جدولی مدیریت می‌شود اما نمی‌توان آنرا مستقیماً توسط DAX دستکاری کرد.
DAX دارای سیستم مدیریت نوع داده قدرتمندی است تا شما دیگر نگران مدیریت آنها نباشید. وقتی یک عبارت DAX می‌نویسید، نوع داده نتیجه بدست آمده، بر اساس نوع داده استفاده شده در فرمول و  همچنین بر اساس عملگر استفاده شده تعیین می‌شود. تبدیل نوع داده به طور خودکار در طول ارزیابی عبارت اتفاق می‌افتد. لذا، اگر یک عبارت DAX بسته به شرایط، انواع داده‌های مختلفی را برگرداند، نوع داده عبارت به عنوان Variant تعریف می‌شود. 